# Piis Village
Piis Village är en ort i Mikronesiska federationen.   Den ligger i kommunen Piis-Emwar Municipality och delstaten Chuuk, i den västra delen av landet, 600 km väster om huvudstaden Palikir. Piis Village ligger 12 meter över havet och antalet invånare är 427. Den ligger på ön Piis-Emwar Municipality - Losap Atoll South Tip.
Terrängen runt Piis Village är mycket platt.  Närmaste större samhälle är Losap Village, 6,9 km nordost om Piis Village. 